# Temritz
Temritz, obersorbisch Ćemjercyⓘ, ist ein Dorf in der Oberlausitz und gehört seit 1999 zur Stadt Bautzen. Es hat 67 Einwohner und gilt seit 2007 als separater Ortsteil. Temritz gehört zum offiziellen sorbischen Siedlungsgebiet in Sachsen.

## Geographie
Temritz liegt etwa 4 km nordwestlich des Stadtzentrums auf 215 m ü. NN am Temritzer Wasser, welches hier zu einem Teich angestaut ist. Es ist ein Straßendorf; am östlichen Ende des Dorfes befindet sich ein Gutshof.

## Geschichte
Der Ort wurde schon 1225 erstmals als Allodium Tymericz erwähnt. Bis 1936 war Temritz eine eigenständige Gemeinde, bevor es nach Kleinwelka eingemeindet wurde. 1950 wechselte es zur Gemeinde Salzenforst (später Salzenforst-Bolbritz), 1994 wieder zurück zu Kleinwelka. 1999 wurde Temritz nach Bautzen eingemeindet.

### Bevölkerung und Sprache
Für seine Statistik über die sorbische Bevölkerung in der Oberlausitz ermittelte Arnošt Muka in den achtziger Jahren des 19. Jahrhunderts eine Bevölkerungszahl von 84, darunter 83 Sorben und nur ein Deutscher. Seither ist der Gebrauch des Sorbischen in Temritz stark zurückgegangen.

## Persönlichkeiten
Die beiden sorbischen Priester Měrćin und Jurij Šiman, die das Wendische Seminar in Prag gründeten, stammten aus Temritz. Auch der sorbische Volksmusikant Mikławš Kral (1791–nach 1812) wurde in Temritz geboren.